# Chondrocladia albatrossi
Chondrocladia albatrossi är en svampdjursart som beskrevs av Tendal 1973. Chondrocladia albatrossi ingår i släktet Chondrocladia och familjen Cladorhizidae.
Artens utbredningsområde är havet utanför Brasilien. Inga underarter finns listade i Catalogue of Life.